# Silwan
Silwan (Arabisch: سلوان , Hebreeuws: כְּפַר הַשִּׁילוֹחַ Kfar ha-Shiloaḥ) is een voornamelijk Palestijns-Arabische wijk van Jeruzalem in Oost-Jeruzalem op de Westelijke Jordaanoever die in 1967 door Israël op Jordanië veroverd werd. Deze wijk met 19.540 inwoners (2015) is gelegen aan de buitenkant van de Oude Stad in de schaduw van de Al-Aqsamoskee. De huizen staan dicht op elkaar, langs de steile rand boven een smalle vallei. Op het punt waar het dal het dichtst langs de muur loopt is een bron met een waterpoel.
Silwan grenst aan zuidelijke muur van de Oude Stad met de Haram al-Sharif, en is omringd door de Palestijnse wijken At Tur op de Olijfberg aan de noordoostkant, Ras Al Amud aan de oostkant, Abu Tor aan de westkant, en Jabal Al Mukabbir in het zuiden/zuidoosten. Silwan omvat een aantal gemeenschappen/deelwijken, gebaseerd op geografische of familieverbanden, waaronder Wadi Hilweh, al-Bustan, Wadi Qadoum, Ras Al Amud, Wasat al-Balad, Kharat al-Tank, Bir Ayoub, al-Yaman en Ein al-Louzah.

## Geschiedenis
Silwan is gebouwd op een necropolis die tussen de 9e en de 7e eeuw v.Chr., de tijd van het Koninkrijk Juda, is aangelegd. In de Hebreeuwse Bijbel staat de necropolis beschreven als Siloach of Siloam, gelegen op de oostelijke helling van het Kidrondal boven de vijver van Siloam tegenover de Stad van David.
In 1596, in de Ottomaanse tijd, was Silwan een van de 187 agrarische dorpjes in het district 'Quds'(Jeruzalem), die samen één administratieve afdeling vormden. Alleen de volwassen mannelijke gezinshoofden in Silwan stonden geregistreerd, 60 moslim en 7 christen.
In 1870 had het dorp 92 huizen en 240 islamitische inwoners (alleen de mannen werden geteld).
Een nieuwe nederzetting, die Stad van David genoemd wordt, op de westelijke helling van de huidige stadswijk Silwan, begon in 1873-1874 toen de joodse Meyuchas-familie verhuisde van de Oude Stad naar een nieuw huis op de helling en die 'Stad van David' noemde. In 1884 werd er een kleine wijk bij gebouwd voor Jemenitische joden onder de naam Kfar Hashiloach. In 1896 telde Silwan 939 inwoners.
Bij de volkstelling in 1922 aan het begin van het Britse mandaat over Palestina was Silwan een dorp met een bevolking van 1699 moslims, 153 joden en 49 christenen. Daarna nam de Joodse immigratie in het gehele mandaatgebied toe. Toen in 1936 de Arabisch-Palestijnse opstand uitbrak werd het in Silwan gevaarlijk voor Joden en werden de Jeminitische Joden geëvacueerd Achtergebleven Joodse bezittingen werden door de Arabische bevolking illegaal in beslag genomen.
In 1945 was de bevolking gegroeid tot een totaal van 3820 bestaande uit 3680 moslims en 140 christenen. Hun land omvatte totaal 5421 dunams met plantages en graan. De Arabische bewoners gebruikten daarvan 58 dunams voor plantages en irrigeerbaar land en 2498 voor graan. Joden gebruikten daarvan 51 dunams, alleen voor graan. Een totaal van 173 dunams was bestemd voor bebouwing, 143 van Arabische bewoners en 27 van Joden en 3 publiek.
Volgens het Verdelingsplan van 1947, Resolutie 181 Algemene Vergadering Verenigde Naties zou Jeruzalem een internationale status krijgen.
Echter, na het uitroepen van de staat Israël en de daaropvolgende Arabisch-Israëlische Oorlog van 1948 veroverde Israël het grootste deel van het mandaatgebied inclusief het ten westen van de stad gelegen deel West-Jeruzalem). Jordanië veroverde het overige gebied -sindsdien Westelijke Jordaanoever genoemd- inclusief de Oude Stad, wat sindsdien Oost-Jeruzalem werd genoemd, en alle omliggende dorpen ten oosten daarvan. De wapenstilstandsgrens werd de zogenoemde Groene Lijn. Tot 1967 maakte Silwan, evenals de omliggende dorpen ook geen deel uit van de (Jordaanse) gemeente Jeruzalem.

## Sinds 1967 onder bezetting van Israël
In de Zesdaagse Oorlog van 1967 veroverde en bezette Israël de Westelijke Jordaanoever inclusief Oost-Jeruzalem.
Direct daarna annexeerde Israël het oostelijk deel van de Oude Stad Jeruzalem. De Haram al-Sharif met daarop de Al-Aqsamoskee bleef in beheer bij een Jordaanse Islamitische Waqf. Vervolgens voegde Israël zowel Oost-Jeruzalem als een groot aantal omliggende Palestijnse dorpen bij West-Jeruzalem. Met de Jeruzalemwet in 1980 werd Silwan tot een wijk van de Israëlische gemeente Jeruzalem gemaakt, met de daarbinnen gelegen deelwijken Wadi Hilweh, een archeologische plek, en al-Bustan als beoogde Joodse nederzettingen.
De annexaties werden door de Veiligheidsraad van de Verenigde Naties veroordeeld in Resolutie 478 als schending van het volkenrecht.
In 1987 protesteerde de permanente vertegenwoordiger van Jordanië bij de Verenigde Naties tegen de uitzetting van Palestijns-Arabische bewoners uit panden in de deelwijk al-Bustan, die geclaimd waren als Joods eigendom.

### Judaïsering
Met hulp van (niet in Israël geregistreerde) nederzettingenorganisaties, zoals Elad en 'Ateret Cohanim' vestigden zich Joodse kolonisten in Silwan, voornamelijk in Wadi Hilweh dat zij als 'Stad van David' (Ir David) beschouwen.
In 2010 bleek uit onderzoek door de Israëlische krant Haaretz dat de staat Israël bij transacties met deze nederzettingenorganisaties excessief gebruik maakt van de controversiële 'Absentee Property Law', die ingesteld is om zich achtergelaten bezittingen van in 1948 gevluchte Palestijnen te kunnen toe-eigenen.
Ook bleek dat er, vóór het verstrekken van het bewijs van eigendom aan de nederzettingenorganisatie Ateret Cohanim in 2002, geen zorgvuldig onderzoek had plaatsgevonden naar de aard van het beheer waarop het Ottomaanse recht van toepassing was. Dit werd in 2018 door de regering na een petitie tegen de huisuitzettingen toegegeven. De consequentie ervan was wel dat sindsdien zo'n 700 Palestijnen gedwongen werden hun huizen te verlaten
In 2002/2004 werd daarop door Joodse kolonisten - en illegaal onder internationaal recht - al een groot gebouw van zeven verdiepingen, Beit Yonathan, gebouwd. Ondanks een uitspraak van het Jeruzalemse districtsgerechtshof in 2010 om het gebouw af te sluiten werd het oordeel genegeerd en werd er door gemeentefunctionarissen en Jeruzalems burgemeester Nir Barkat geen gevolg aan gegeven.
Rond 2008 werd een Palestijnse school in Silwan geconfisqueerd en omgebouwd tot een joods ritueel bad. Het werd daarbij tevens onderdeel van een toeristisch centrum voor de 'Stad van David', geëxploiteerd door Elad.
De Israëlische gemeente Jeruzalem ontkende al deze misstanden en het Ministerie van Onderwijs weigerde om vragen te beantwoorden.

#### Huisuitzetting van Palestijnen
Huisuitzettingen en verwoestingen van Palestijnse huizen in de wijken en gemeenschappen van Oost-Jeruzalem gaan hand in hand.
In een nacht in september 2014 betrokken tientallen jonge Joodse kolonisten, vergezeld van politieofficieren en privé bewakers, 25 appartementen in zeven gebouwen in Silwan. Sindsdien escaleert het aantal uitzettingen van Palestijnen, en neemt het aantal gebouwde woningen voor kolonisten toe.
In de zaak, die al sinds 2001 speelde deed het Israëlische Hooggerechtshof op 21 november uitspraak. Deze uitspraak was gebaseerd op claims van nederzettingenorganisaties dat het land behoorde aan Jemenitische Joden die daar ruim honderd jaar geleden kwamen te wonen. De regering gaf toe dat er voor het verstrekken van het bewijs van eigendom in 2002 geen zorgvuldig onderzoek had plaatsgevonden, zoals naar onder meer de aard van de trust, de betreffende Ottomaanse landwet of de conditie van de huidige gebouwen op het land. Op grond van die uitspraak moeten ruim zevenhonderd Palestijnse inwoners definitief hun woningen in Silwan verlaten ten bate van de Israëlische kolonistenorganisatie Ateret Cohanim.
Niettegenstaande de bewoners eigendomspapieren hebben en sinds 2002 plannen voor hun gebied hadden voorgelegd, werd dit noch door de Israëlische gemeente goedgekeurd noch kregen ze een bouwvergunning. In april 2019 begon Israël met de verwoesting van huizen in Wadi Yasoul in Silwan als deel van het plan om daar tientallen Palestijnse families te verwijderen. Bewoners, onder wie veel kinderen, werden met geweld verdreven; sommigen, Palestijnse vluchtelingen van 1948, voor de tweede keer. Verdere verwoestingen dreigden, evenals op andere plekken in Oost-Jeruzalem.

##### De zaak van de familie Sumarin
De familie Sumarin is de laatste Palestijnse familie die nog woont in Wadi-Hilweh in Silwan dicht bij de Al-Aqsa moskee. De familie bezit eigendomspapieren en is desondanks al 30 jaar bezig om pogingen door het JNF om hun huis over te nemen aan te vechten. Zijn zaak wordt door politiek-linkse groepen beschouwd als duidelijk voorbeeld van de groeiende samenwerking tussen het JNF en de nederzettingenorganisaties in Jeruzalem en op de Westelijke Jordaanoever. Op 15 september moesten ze vertrekken, maar het werd tijdelijk uitgesteld. De districtsrechtbank van Jeruzalem bepaalde dat voor verblijf in de woning en om in hoger beroep te kunnen gaan de familie al met al zo'n 100.000 Israëlische sjekels betalen, nog afgezien van de kosten bij een eventueel hoger beroep.
In januari 2020 werd door Jeruzalems Districtsrechtbank het groene licht gegeven voor de verdrijving van de Palestijnse familie uit Silwan/Wadi-Hilweh. Daarmee werd de weg vrijgemaakt voor de verdrijving van 700 Palestijnse inwoners van Baten al-Hawa, een enclave van Silwan.

### Betrokkenheid KKI-JNF
Het Joods Nationaal Fonds is betrokken bij de huisuitzettingen in Oost-Jeruzalem en omgeving en steunt nederzettingenorganisaties als Elad. Palestijnse families weren zich al dertig jaren bij verschillende rechtbaken tegen de pogingen tot uitzetting en overname van hun huis. Soms is intussen al begonnen met de sloop onder toezicht van Israëlische militairen.

### Internationale reacties
De Coördinator Humanitaire zaken van de V.N. had in mei 2019 Israël op geroepen hier onmiddellijk mee te stoppen en internationaal recht te respecteren.
De Europese Unie reageerde eind april 2019 direct met de stelling: De politiek van bouw en uitbreiding van nederzettingen, inclusief Oost-Jeruzalem is illegaal onder internationaal recht, en de voortzetting ervan ondermijnt de uitvoerbaarheid van de tweestatenoplossing en vooruitzicht op een duurzame vrede.

## Afbeeldingen

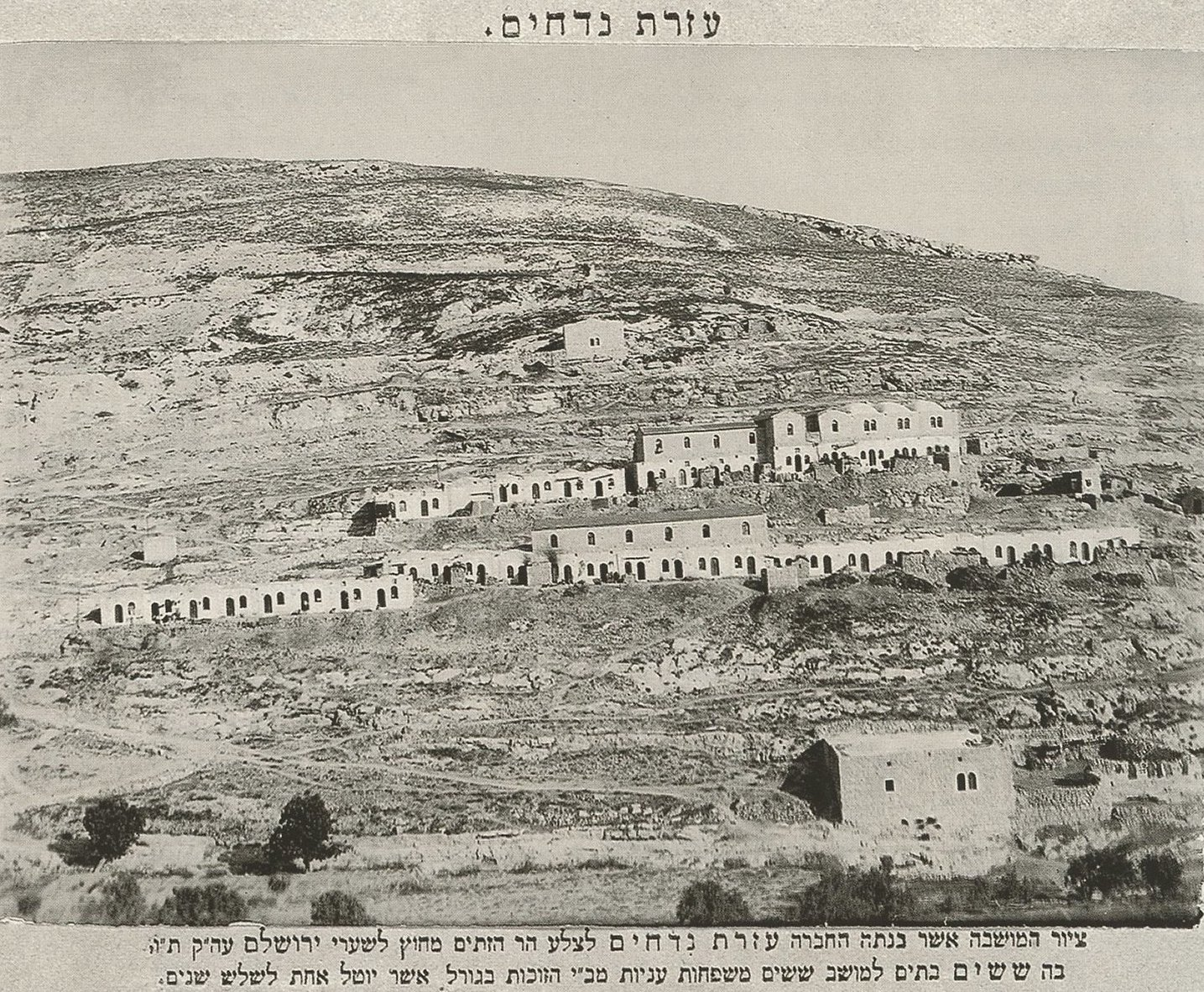
Kfar Hashiloach (1891). 60 huizen voor de Jemenitische joden, gebouwd in de jaren 1880.
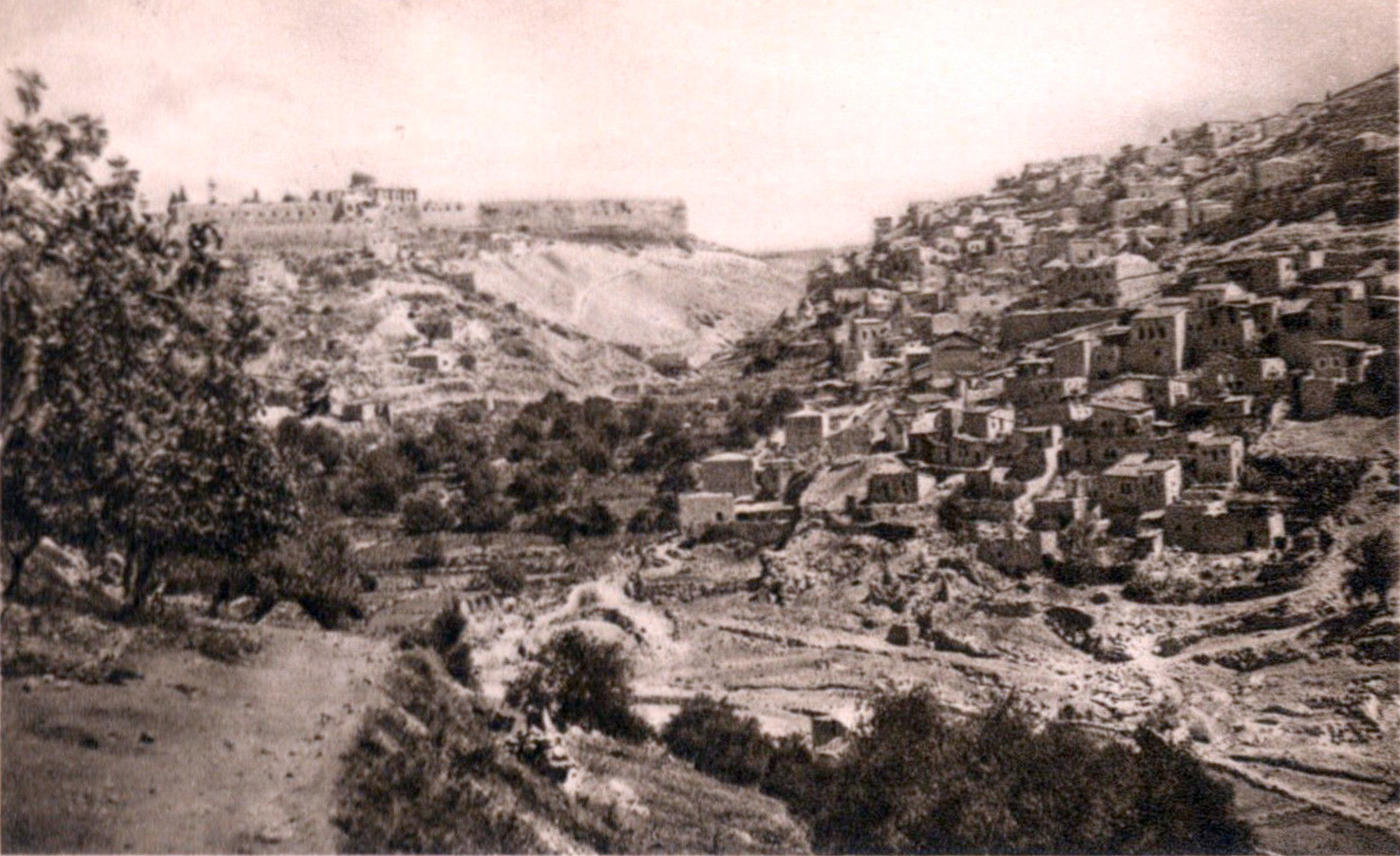
Silwan 1920, met naar het noorden zicht op de Oude Stad
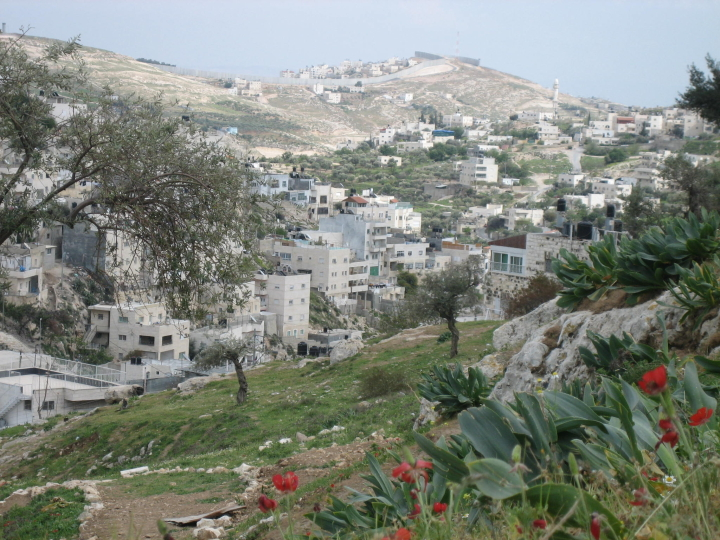
Gezicht op Silwan vanuit Abu Tor richting de Westoeverbarrière nabij de Oude Stad van Jeruzalem (2006)
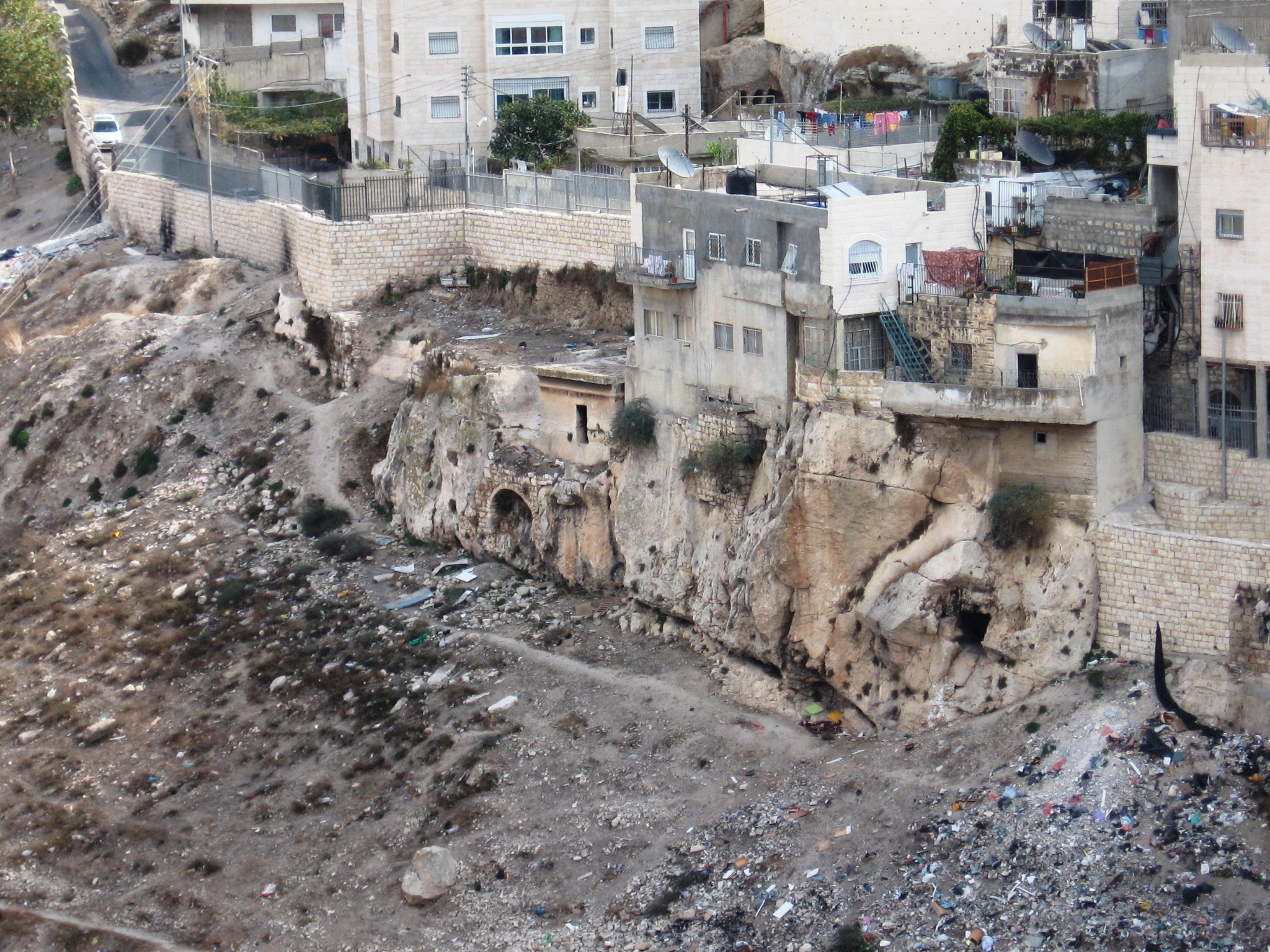
Bebouwing boven antieke graftomben in Silwan, 2007
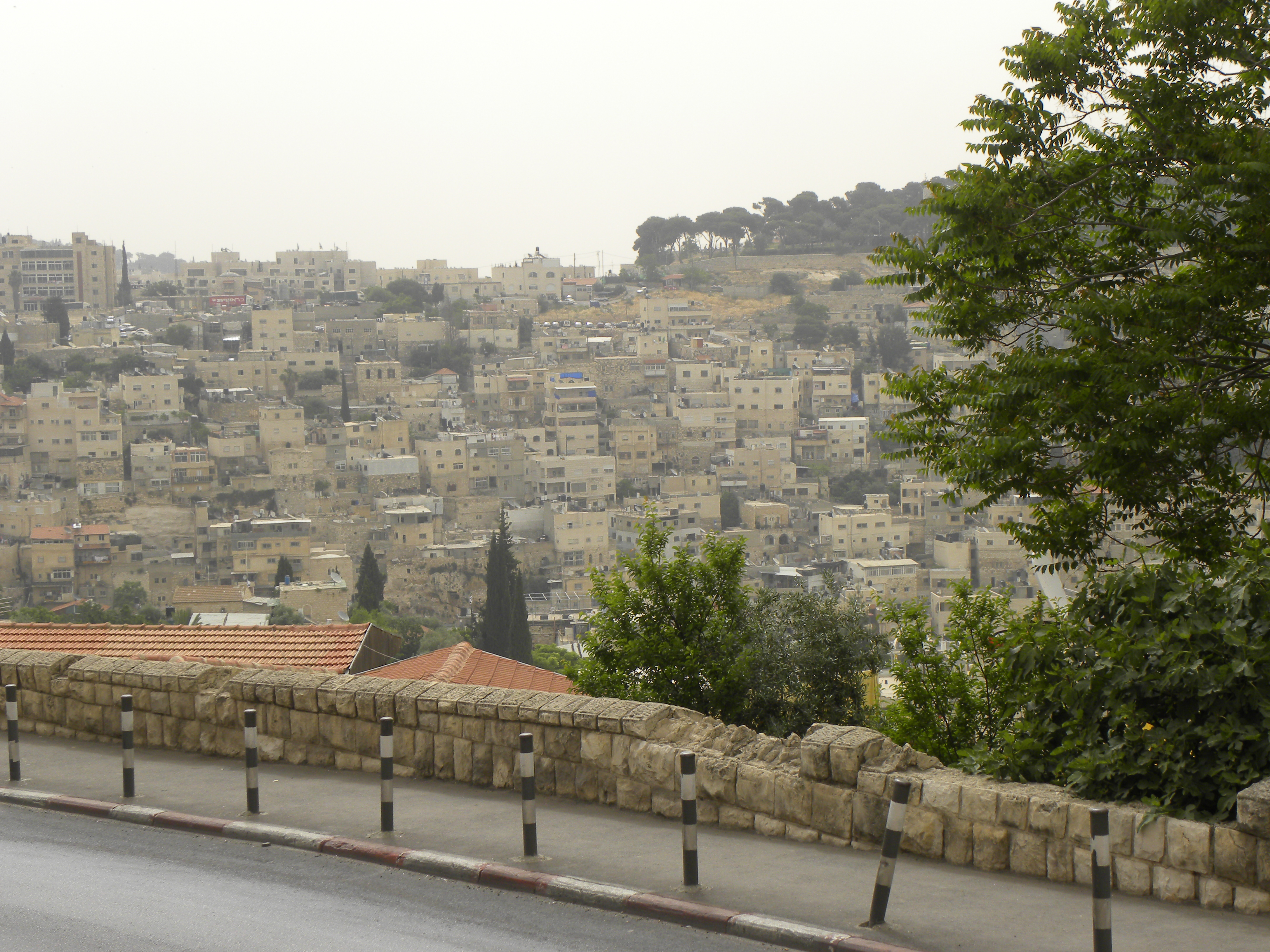
Silwan vanaf de weg bij de Tempelberg, 2011